# ميشيل نيويل
ميشيل نيويل (بالإنجليزية: Michelle Newell)‏ هي ممثلة بريطانية، ولدت في 18 مايو 1951.

## أعمال

### أفلام
- فوضى صغيرة[4][5]

## وصلات خارجية
- ميشيل نيويل على موقع IMDb (الإنجليزية)
- ميشيل نيويل على موقع ألو سيني (الفرنسية)
- ميشيل نيويل على موقع أول موفي (الإنجليزية)
- ميشيل نيويل على موقع قاعدة بيانات الفيلم (الإنجليزية)
- ميشيل نيويل على موقع كينوبويسك (الروسية)